# آندریا آندرس
 آندریا آندرس (انگلیسی: Andrea Anders؛ زادهٔ ۱۰ مهٔ ۱۹۷۵) یک هنرپیشه اهل ایالات متحده آمریکا است. وی از سال ۱۹۹۸ میلادی تاکنون مشغول فعالیت بوده‌است.

## گزیده فیلمشناسی
از فیلم‌ها یا برنامه‌های تلویزیونی که وی در آن نقش داشته‌است می‌توان به آثار زیر اشاره کرد.
- همسران استپفورد (فیلم ۲۰۰۴) (۲۰۰۴)
- جویی (مجموعه تلویزیونی) (۲۰۰۴–۲۰۰۶)
- سکس درایو (فیلم) (۲۰۰۸)
- بازگشت به صفر (فیلم) (۲۰۱۴)
- خانواده امروزی (۲۰۱۴–۲۰۱۵)
- نانسی درو و پلکان پنهان (۲۰۱۹)